# Escatalens
Escatalens is een gemeente in het Franse departement Tarn-et-Garonne (regio Occitanie) en telt 689 inwoners (1999). De plaats maakt deel uit van het arrondissement Montauban en van het gemeentelijk samenwerkingsverband Communauté d’Agglomération de Grand Montauban.
De kerk Sainte-Marie-Madeleine is uit de 17e eeuw en de fontein Saint-Julien uit de 18e eeuw. Het dorpscentrum bevat fraaie burgerwoningen.

## Geografie
De oppervlakte van Escatalens bedraagt 18,2 km², de bevolkingsdichtheid is 37,9 inwoners per km².
De gemeente ligt op de rechteroever van de Garonne en het Canal de Garonne loopt door Escatalens. Verder liggen in de gemeente het meer Lac de Saint-Julien en een deel van het bosgebied Forêt d'Agre.
De onderstaande kaart toont de ligging van Escatalens met de belangrijkste infrastructuur en aangrenzende gemeenten.

## Demografie
Onderstaande figuur toont het verloop van het inwonertal (bron: INSEE-tellingen).

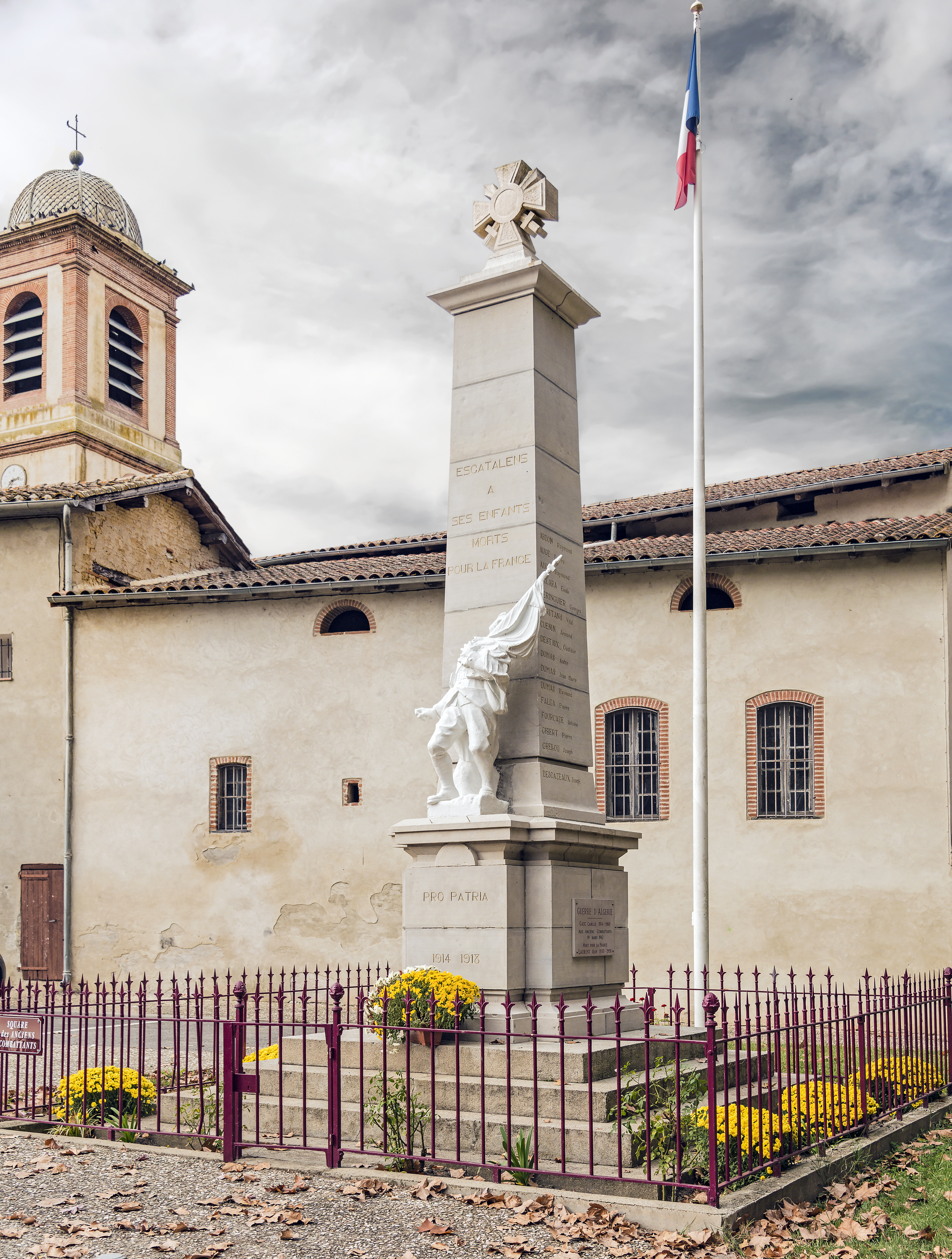
Het oorlogsmonument
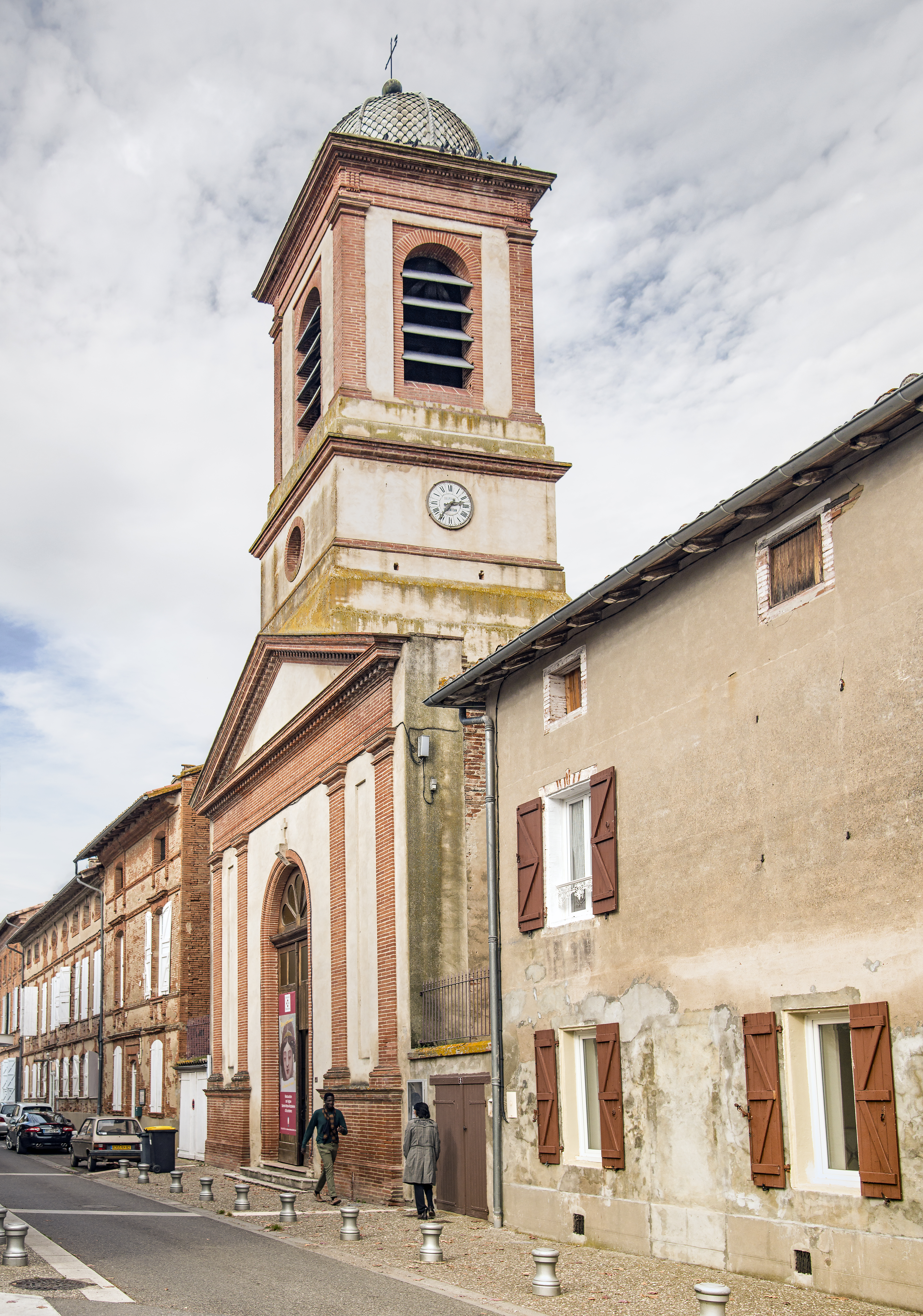
De kerk
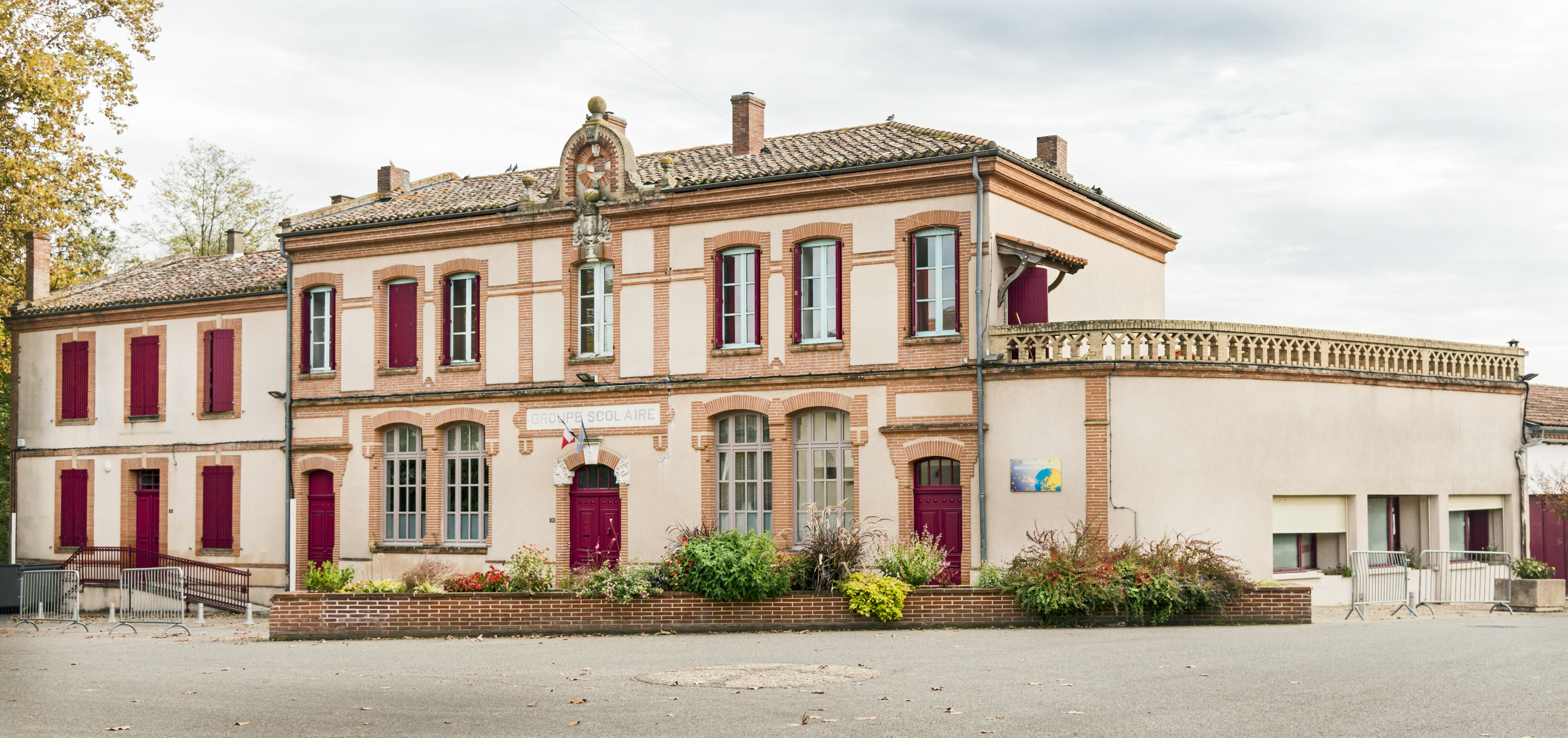
De school 'Antoine de Saint-Exupéry'